# Alastor stevensoni
Alastor stevensoni är en stekelart som beskrevs av Schulthess 1925. Alastor stevensoni ingår i släktet Alastor och familjen Eumenidae. Inga underarter finns listade i Catalogue of Life.